# Roscoea scillifolia
Roscoea scillifolia là một loài thực vật có hoa trong họ Gừng. Loài này được François Gagnepain miêu tả khoa học đầu tiên năm 1901 (xuất bản 1902) dưới danh pháp Roscoea capitata var. scillifolia. Năm 1982, Elizabeth Jill Cowley nâng cấp nó thành loài độc lập. Các mẫu định danh Delavay n. 2685, Delavay n. 2685 bis thu thập ở cao độ 2.800 m ngày 14 tháng 6 năm 1887 và Delavay n. 3283 thu thập ở cao độ 2.800 m ngày 8 tháng 6 năm 1888 do Père Jean Marie Delavay thu thập gần Đại Lý, Vân Nam.

## Phân bố
Loài này có ở các bãi chăn thả ẩm ướt trên núi cao, ở cao độ 2.700-3.400 m tại tỉnh Vân Nam, Trung Quốc. Tên gọi trong tiếng Trung 绵枣象牙参 (miên tảo tượng nha sâm), nghĩa đen là sâm răng voi lá miên tảo, do lá của nó giống lá của miên tảo nhi (绵枣儿, mian zao er, Barnardia japonica, đồng nghĩa: Scilla scilloides).
Theo Cowley (2007), R. scillifolia có thể đã tuyệt chủng trong tự nhiên, do người ta không còn tìm thấy nó trong tự nhiên tại khu vực bản địa của nó kể từ thập niên 1900. Nó từng được tìm thấy trong một khu vực nhỏ trong tỉnh Vân Nam, Trung Quốc, cụ thể là vùng núi xung quanh Lệ Giang.

## Mô tả
Cây cao 10–25 cm. Lá 1-5; lưỡi bẹ 2–3 mm; phiến lá hình mũi mác đến thẳng, 11-21 × 1,5–2 cm, các lá ở đầu gần đôi khi cong lưỡi liềm, đỉnh tù đến nhọn. Cụm hoa với cuống được các bẹ lá bao quanh hoặc thò ra từ bẹ lá; lá bắc màu xanh lục, 2,6-5 × 1,2–3 cm, các lá bắc ở đáy hình ống và bao quanh cụm hoa, sớm chẻ tách. Hoa màu tía ánh đen, hồng, trắng, hoặc đôi khi có màu quỳ tím, nở từng hoa một. Đài hoa màu nâu ánh trắng, 1,5-2,1 cm, đỉnh 2 (hoặc 3) răng. Ống tràng hoa 1,6–3 cm; thùy trung tâm hình elip, 1,4–2 cm × 6–10 mm; các thùy bên thẳng-thuôn dài, 1,1–2 cm × 4–6 mm. Các nhị lép bên hình elip đến hình trứng ngược lệch, 1-1,4 cm × 3–5 mm. Cánh môi với các vạch trắng ở họng, hình trứng ngược, 1,3-2 × 0,8-1,2 cm, hiếm khi có thùy sâu; các thùy đôi khi có khía răng cưa ở đỉnh. Bao phấn màu trắng; cựa liên kết 5–6 mm. Bầu nhụy 1-1,5 cm × 3–4 mm, 3 góc. Hạt hình elipxoit đến 3 góc. Ra hoa tháng 6-8.
R. scillifolia thuộc về nhánh Trung Quốc của Roscoea, phù hợp với dự kiến từ sự phân bố của nó.

## Gieo trồng
Như đã nói ở trên, R. scillifolia có lẽ đã tuyệt chủng trong tự nhiên và chỉ được biết đến trong gieo trồng. Tại Anh, nó ra hoa vào cuối tháng 5 và có thể tiếp tục cho đến tháng 8. Nó có hoa nhỏ nhất trong tất cả các loài Roscoea, và được mô tả là "không phải là một trong những thành viên có hoa đẹp nhất của chi này".
Trong một thời gian dài loài này trong gieo trồng đã bị gị không chính xác là R. alpina. Cowley (2007) trích dẫn một số bài báo viết năm 1938, thập niên 1960 và 1970, tất cả đều sử dụng tên gọi R. alpina cho các cây trên thực tế là R. scillifolia.

## Hình ảnh

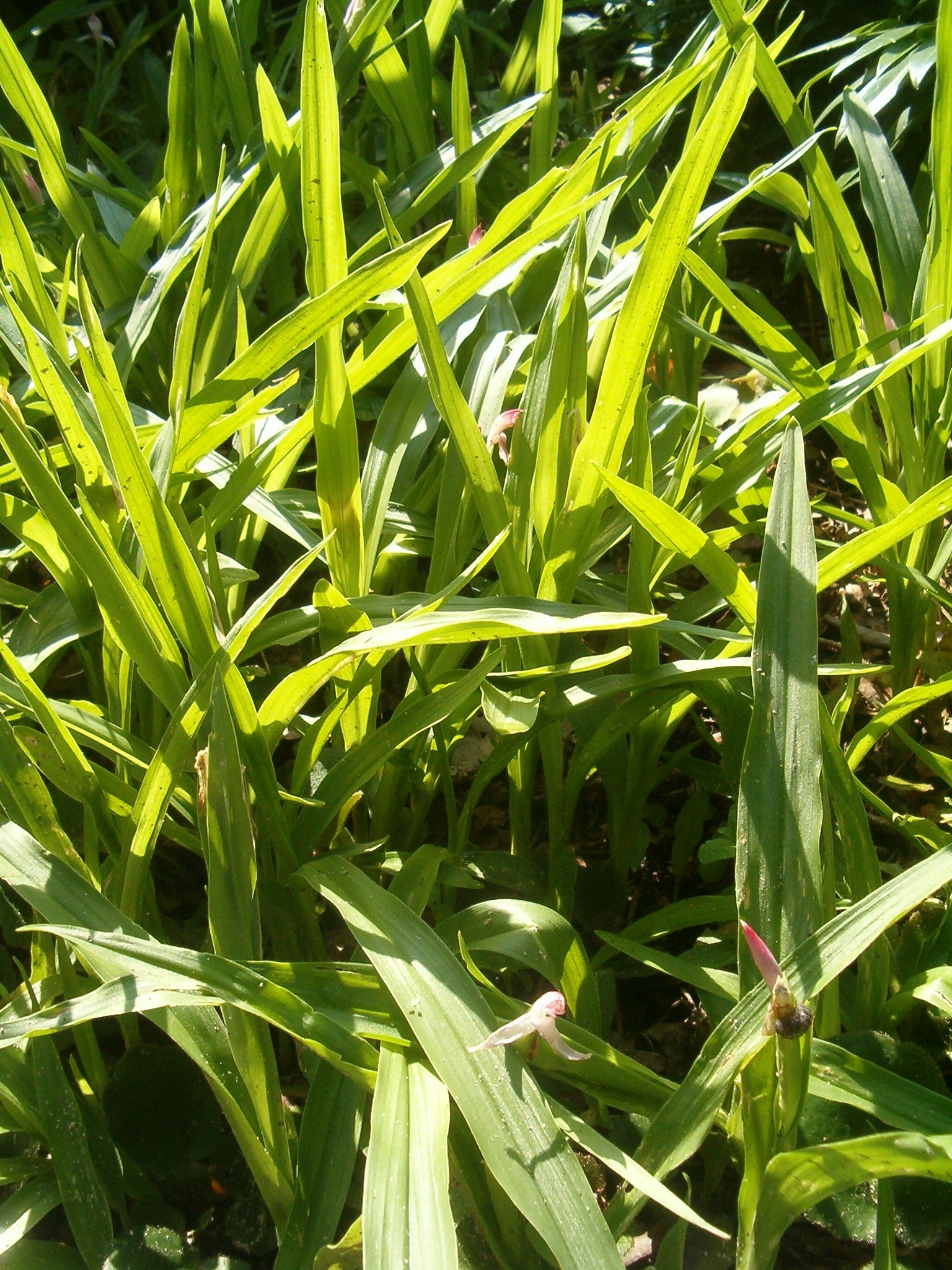
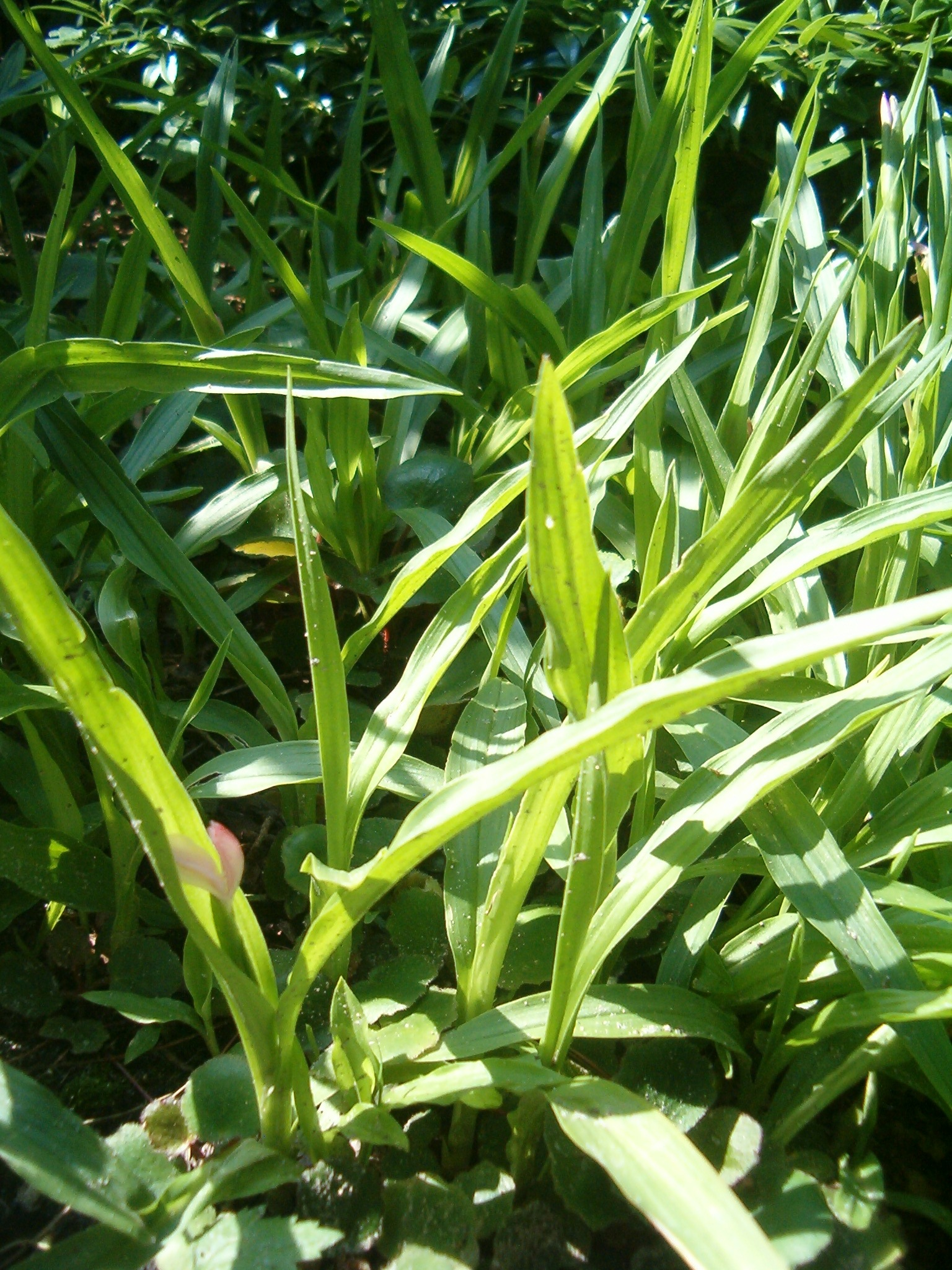
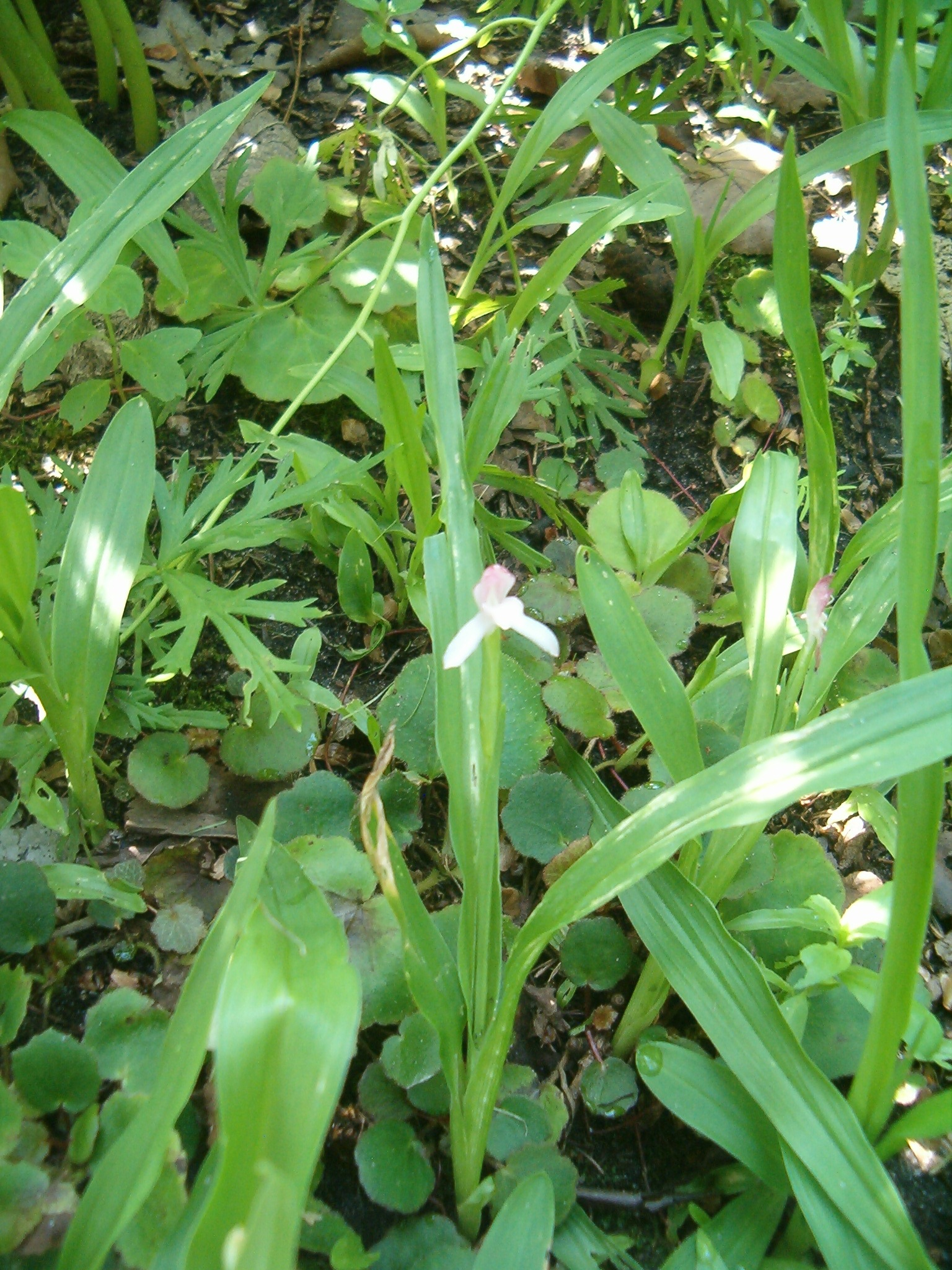